# New Nintendo 2DS XL
New Nintendo 2DS XL (còn có tên là New Nintendo 2DS LL ở Nhật Bản) là một máy chơi trò chơi điện tử cầm tay do Nintendo sản xuất. Đây là hệ máy thứ sáu trong dòng máy chơi game cầm tay Nintendo 3DS và phát hành ở Úc và New Zealand vào 15 tháng 6 năm 2017, tại Nhật Bản và Hàn Quốc ngày 13 tháng 7 năm 2017, và ở Bắc Mỹ và Châu Âu ngày 28 tháng 7 năm 2017.
Đóng vai trò là bộ đôi với Nintendo 2DS, New 2DS XL sử dụng cùng hình dáng vỏ sò của các mẫu 3DS khác. Kèm theo những cải tiến phần cứng từ New Nintendo 3DS (bao gồm bộ xử lý cập nhật, điều khiển bổ sung, hỗ trợ giao tiếp trường gần cho Amiibo và hỗ trợ cho các tựa trò chơi bổ sung tận dụng các cải tiến phần cứng), nhưng không có màn hình  hiển thị 3D tự động không cần kính, hệ số hình thức mỏng hơn, micrô và máy ảnh được dời ra gần bản lề và loa di chuyển xuống nửa dưới máy.
New 2DS XL đã nhận được những đánh giá tích cực, với các nhà phê bình chỉ ra máy đã kết hợp tốt các đặc điểm của 2DS và New Nintendo 3DS XL thành một thiết bị tiện dụng hơn và đẹp mắt hơn về mặt thẩm mỹ so với 2DS dạng phiến đá, nhưng cũng chỉ ra sự thụt lùi nhẹ về chất lượng hiển thị và loa.
Kể từ ngày 17 tháng 9 năm 2020, các máy New 2DS XL đã kết thúc việc sản xuất trên toàn thế giới để ủng hộ Nintendo Switch, do đó cũng kết thúc sản xuất toàn bộ dòng Nintendo 3DS.

## Lịch sử
Nintendo đã giới thiệu các phiên bản của máy với màu đen với phần viền màu xanh cho thị trường Bắc Mỹ và màu trắng với phần viền màu vàng cam cho thị trường Nhật Bản, Hàn Quốc và khu vực PAL, cũng như phiên bản giới hạn Dragon Quest XI ở Nhật Bản. Sau đó, biến thể Trắng + Cam đã phát hành ở Bắc Mỹ, cũng như Oải hương + Trắng, Đen + Xanh lục (cả hai đều độc quyền ở Nhật Bản) các biến thể Poké Ball và Pikachu trùng với ngày ra mắt của Pokémon Ultra Sun và Ultra Moon (những bản trước đây cũng được phát hành ở những vùng đó).
Tháng 7 năm 2018, một biến thể "Hylian Shield" được phát hành dưới dạng độc quyền của GameStop ở Bắc Mỹ, đi kèm với một bản sao được cài đặt sẵn của The Legend of Zelda: A Link Between Worlds. Cũng như xuất hiện cùng với biến thể Animal Crossing: New Leaf dành cho châu Âu và Nhật Bản, các bản Mario Kart 7 và Minecraft Creeper màu đỏ/đen được phát hành riêng cho Nhật Bản.
Một tháng sau, vào tháng 8, Nintendo công bố một phiên bản mới với màu tím viền bạc, phát hành tháng 9 năm 2018. Ngoài ra, Nintendo xác nhận rằng tất cả các lô hàng trong tương lai của các mẫu Đen + Xanh, Trắng + Cam và Tím + Bạc sẽ đi kèm với bản sao Mario Kart 7 cài sẵn.
Ngày 17 tháng 9 năm 2020, Nintendo chính thức ngừng sản xuất New 2DS XL, đồng nghĩ với việc kết thúc việc sản xuất tất cả các hệ máy trong dòng. 3DS sau đó đã bị xóa khỏi trang chủ của Nintendo sau thông báo này.

## Phần mềm và dịch vụ
Phần mềm hệ thống của New Nintendo 2DS XL giống với phần mềm của New Nintendo 3DS, tương thích với tất cả các trò chơi được phát hành cho 3DS (chỉ ở chế độ hai chiều), DS (ngoại trừ những trò chơi yêu cầu băng Game Boy Advance) và New Nintendo 3DS (chẳng hạn như Xenoblade Chronicles 3D và Fire Emblem Warriors), đồng thời cung cấp các tính năng trực tuyến như Nintendo Network để có thể chơi được cùng lúc nhiều người và trực tuyến, Nintendo eShop dùng để tải xuống và mua trò chơi tương tự như SpotPass và StreetPass.

## Tiếp nhận
IGN coi New 2DS XL là một phiên bản cải tiến so với 2DS "xấu xí trông như đồ chặn cửa", khen ngợi máy đã kết hợp các tính năng từ New 3DS XL vào một thiết bị có kiểu dáng mỏng hơn và "thoải mái" hơn. Các thay đổi khác đã được công nhận, chẳng hạn như máy có nắp đậy để bảo vệ thẻ trò chơi và khe cắm thẻ SD (cũng như bỏ việc phải sử dụng các công cụ khác mới thấy được khe cắm thẻ) và các nút vai có cảm giác tốt hơn New 3DS XL. Tuy nhiên, các điểm thụt lùi cũng được liệt kê, chẳng hạn như màn hình có vẻ như "bị trăng trắng" và thiếu độ tương phản, màn hình phía trên có lớp áo giống như gương làm giảm góc nhìn, loa phát ra âm thanh như "bị bóp nghẹt" và bút stylus quá ngắn. New 2DS XL được khuyến nghị cho người dùng không cần tính năng 3D nhưng vẫn muốn chơi các tính năng độc quyền khác của máy.
TechRadar cũng đánh giá máy với những ý khá tích cực, nhưng cũng lưu ý phần bản lề bị nhô ra khỏi mặt sau của thiết bị (khiến máy trông kém gọn gàng hơn khi đóng lại), thời lượng pin "quá thấp" và thời điểm ra mắt không thích hợp vì gần với thời điểm phát hành Nintendo Switch.